# Papilio cacicus
Papilio cacicus là một loài bướm ngày Trung và Nam Mỹ thuộc họ Bướm phượng được Hippolyte Lucas mô tả lần đầu tiên vào năm 1852. Nó được tìm thấy ở Colombia, Venezuela, Ecuador và Peru.

## Môi trường sống

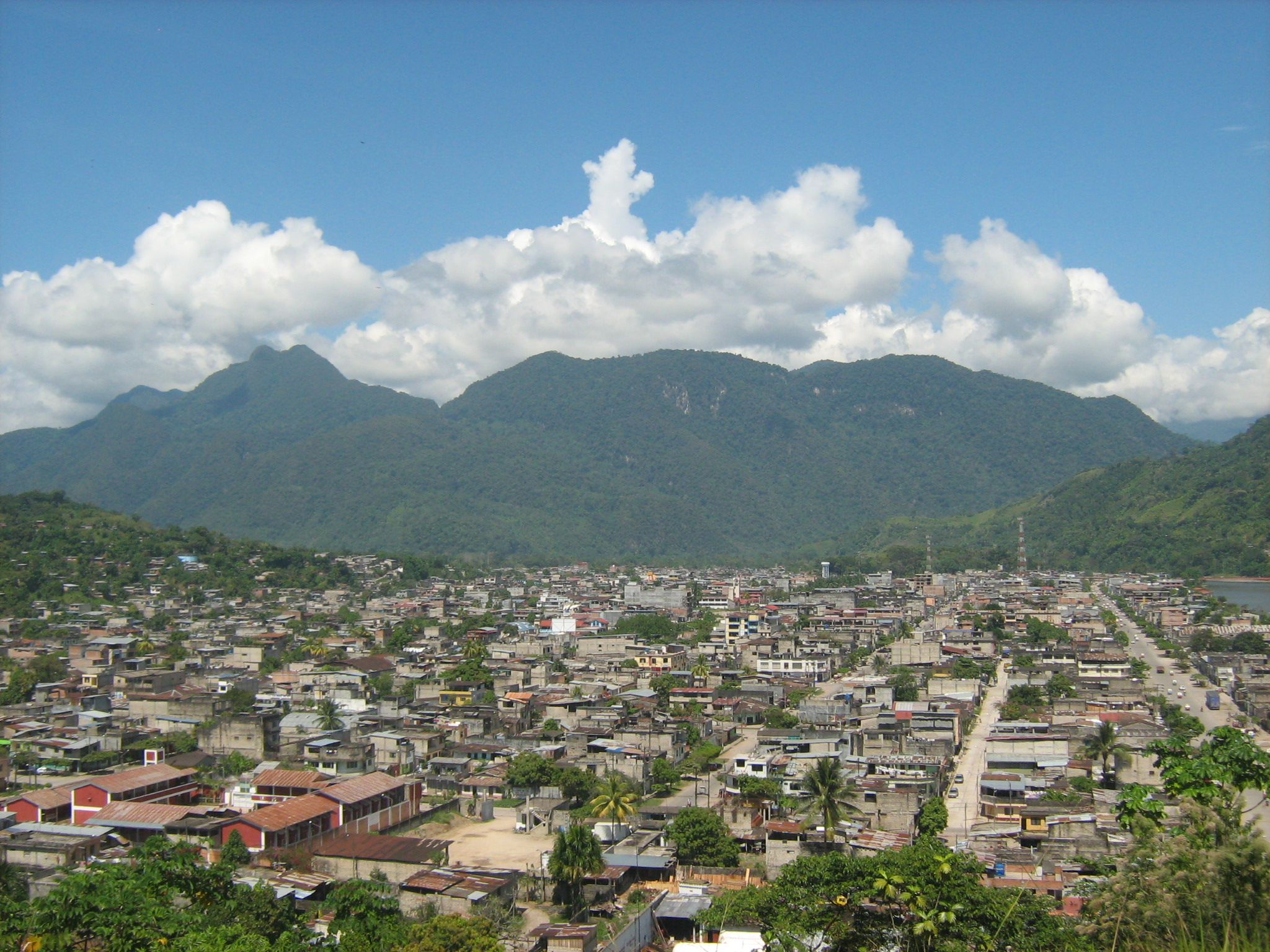
Montane forest in Tingo María, Peru

Papilio cacicus là một loài chỉ thị của rừng núi nguyên sinh, ví dụ như trong các khu rừng trên núi Cordillera de la Costa ở Venezuela và nói chung là ở vùng nhiệt đới Andes.

## Phân loài
- Papilio cacicus cacicus (Colombia, Venezuela)
- Papilio cacicus nesrinae Koçak, 1983 (tây Colombia)
- Papilio cacicus inca Rothschild & Jordan, 1906 (Peru)
- Papilio cacicus upanensis Talbot, 1929 (Ecuador)
- Papilio cacicus mendozaensis Bollino & Sala, 1994 (Peru)

## Taxonomy
Papilio cacicus là một thành viên của nhóm loài homerus. Các thành viên của nhánh này là:
- Papilio cacicus H. Lucas, 1852
- Papilio euterpinus Salvin & Godman, 1868
- Papilio garamas (Geyer, [1829])
- Papilio homerus Fabricius, 1793
- Papilio menatius (Hübner, [1819])
- Papilio warscewiczii Hopffer, 1865

Papilio cacicus nằm trong phân chi Pterourus Scopoli, 1777 cũng bao gồm các nhóm loài: nhóm loài troilus, nhóm loài glaucus, nhóm loài zagreus và nhóm loài scamander.